# Muga (vattendrag i Burundi)
Muga är ett vattendrag i Burundi.   Det ligger i provinsen Muramvya, i den centrala delen av landet, 40 kilometer öster om huvudstaden Bujumbura.
Omgivningarna runt Muga är en mosaik av jordbruksmark och naturlig växtlighet. Runt Muga är det tätbefolkat, med 331 invånare per kvadratkilometer.